# Léon Zitrone
Léon Zitrone (25 de noviembre de 1914 – 25 de noviembre de 1995) fue un periodista y presentador televisivo francés de origen ruso.

## Biografía
Nacido en Petrogrado, Rusia, a los seis años llegó con su familia a Francia huyendo del comunismo. Estudió en el Lycée Janson de Sailly de París y se graduado en la Escuela Superior de Periodismo de París, durante la Segunda Guerra Mundial fue movilizado, combatiendo en Rethel en junio de 1940, siendo condecorado con la medalla militar por su «valor excepcional». Sin embargo, fue hecho prisionero en Braine-l'Alleud (Bélgica), evadiéndose en agosto de 1940.
Aunque había iniciado estudios científicos, su dominio del ruso, el francés, el inglés y el alemán le facilitó la entrada en 1948 en la emisión internacional de la Radiodiffusion-Télévision Française (RTF). En 1959 empezó a trabajar para la televisión de la RTF y, a partir de 1961, fue presentador de noticias, función que cumplió a lo largo de 20 años, primero hasta 1975 en TF1, y después en Antenne 2. Jean-Pierre Elkabbach le llamó para que volviera en 1979, con más de 64 años de edad, para hacerse cargo del programa de noticias del fin de semana, puesto que ocupó hasta la finalización de su contrato el 1 de febrero de 1981. 
Pero la fama de Léon Zitrone se debe a los programas que presentó o copresentó. Así, trabajó en el concurso Intervilles, y comentó en 6 ocasiones el Tour de Francia, destacando por su prodigiosa memoria recordando los nombres de los ciclistas. También presentó los Juegos Olímpicos 8 veces, hizo los comentarios del Festival de la Canción de Eurovisión en cuatro años, además de ser copresentador en la edición de 1978, celebrada en París, y presentó 16 desfiles militares de la Fiesta Nacional Francesa. Pero, por encima de todo, Zitrone fue el comentarista clave de los grandes eventos, tales como bodas, funerales o investiduras, retransmitiendo un total de unos treinta a lo largo de su carrera.
En 1976, en la radio RTL presentó Appelez, on est là junto a Évelyne Pagès. Muy culto, también demostraba poseer un humor devastador, talento que ejerció como uno de los invitados de referencia del programa de radio de RTL Les Grosses Têtes.
Como presentador, Zitrone hablaba un francés distinguido, simple y literario, y era capaz de mantener sus comentarios a lo largo de varias horas, si ello fuera necesario, sin caer en la monotonía o la repetición. Solamente se le recuerda desconcertado en una ocasión en su carrera: en julio de 1989, mientras transmitía el desfile de Jean-Paul Goude con motivo del bicentenario de la Revolución Francesa, emisión en la cual las imágenes enviadas por el productor Jean-Paul Jaud se hicieron repetitivas.
Por su trabajo televisivo, a Zitrone se le concedió el Premio Henri Desgrange de la Académie des sports en 1982, y recibió en 1988 la Legión de Honor de manos del Presidente François Mitterrand. 

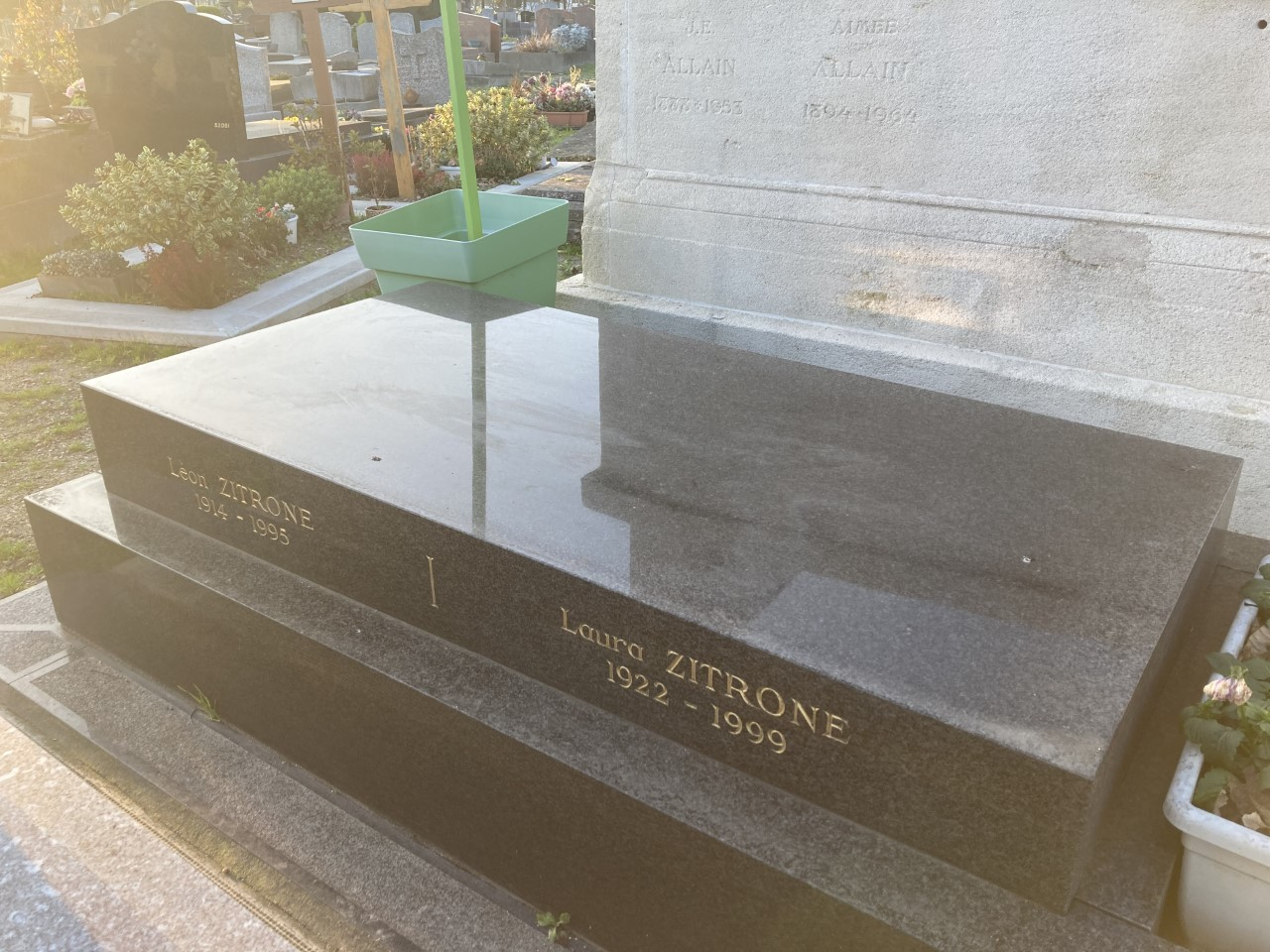
Tumba.

Léon Zitrone falleció a causa de una hemorragia cerebral en 1995, el día en que cumplía los 81 años de edad, en Levallois-Perret, Francia. Fue enterrado en el cementerio de esa población.

## Cine
- 1959 : Rue des prairies
- 1961 : Cocagne
- 1961 : Vingt mille lieues sur la terre
- 1961 : Le puits aux trois vérités
- 1961 : Le Président
- 1962 : Portrait-robot
- 1962 : Le Gentleman d'Epsom
- 1963 : Le coup de bambou
- 1967 : Vivre pour vivre
- 1968 : Le Pacha
- 1969 : Les Gros Malins
- 1972 : Les intrus
- 1974 : Mariage
- 1975 : Bons baisers de Hong Kong
- 1977 : Drôles de zèbres, de Guy Lux
- 1978 : Et vive la liberté, de Serge Korber
- 1980 : Le coup du parapluie, de Gérard Oury
- 1980 : La Boum, de Claude Pinoteau
- 1982 : Deux heures moins le quart avant Jésus-Christ, de Jean Yanne
- 1984 : American Dreamer, de Rick Rosenthal
- 1985 : Le Mariage du siècle

## Televisión
- 1958 - 1992 : Les cinq dernières minutes, comentarista
- 1974 : Mon propre meurtre
- 1981 : À nous de jouer
- 1982 : La Marseillaise
- 1982 : Le Mystère du gala maudit ou la fabuleuse aventure du grand orchestre du Splendid